# Distrito de Xicheng
Distrito de Xicheng (chinês tradicional: 西城區, chinês simplificado: 西城区, pinyin: Xīchéng Qū, lit. ‘Distrito da Cidade do Oeste’) é um distrito de Beijing. O distrito de Xicheng estende-se por 32 km2 (12 sq mi), tornando-se a maior porção da cidade velha (dentro do 2º anel viário), e possui 706.691 habitantes (Censo 2000). Seu código postal é 100032. Xicheng está subdividido em 15 subdistritos da própria cidade de Pequim. O antigo distrito de Xuanwu foi fundido em Xicheng em julho de 2010.
O distrito comercial de Xidan, Beijing Financial Street (Jinrongjie), Parque Beihai, Parque Jingshan, Shichahai e Zhongnanhai estão dentro da sua jurisdição. A popular área de bares de Houhai encontram-se também no distrito de Xicheng. Antes da Revolução de Xinhai, a maioria da realeza e dos aristocratas residiam no distrito. A igreja católica mais antiga de Pequim, a Catedral da Imaculada Conceição, está localizada em Xicheng.

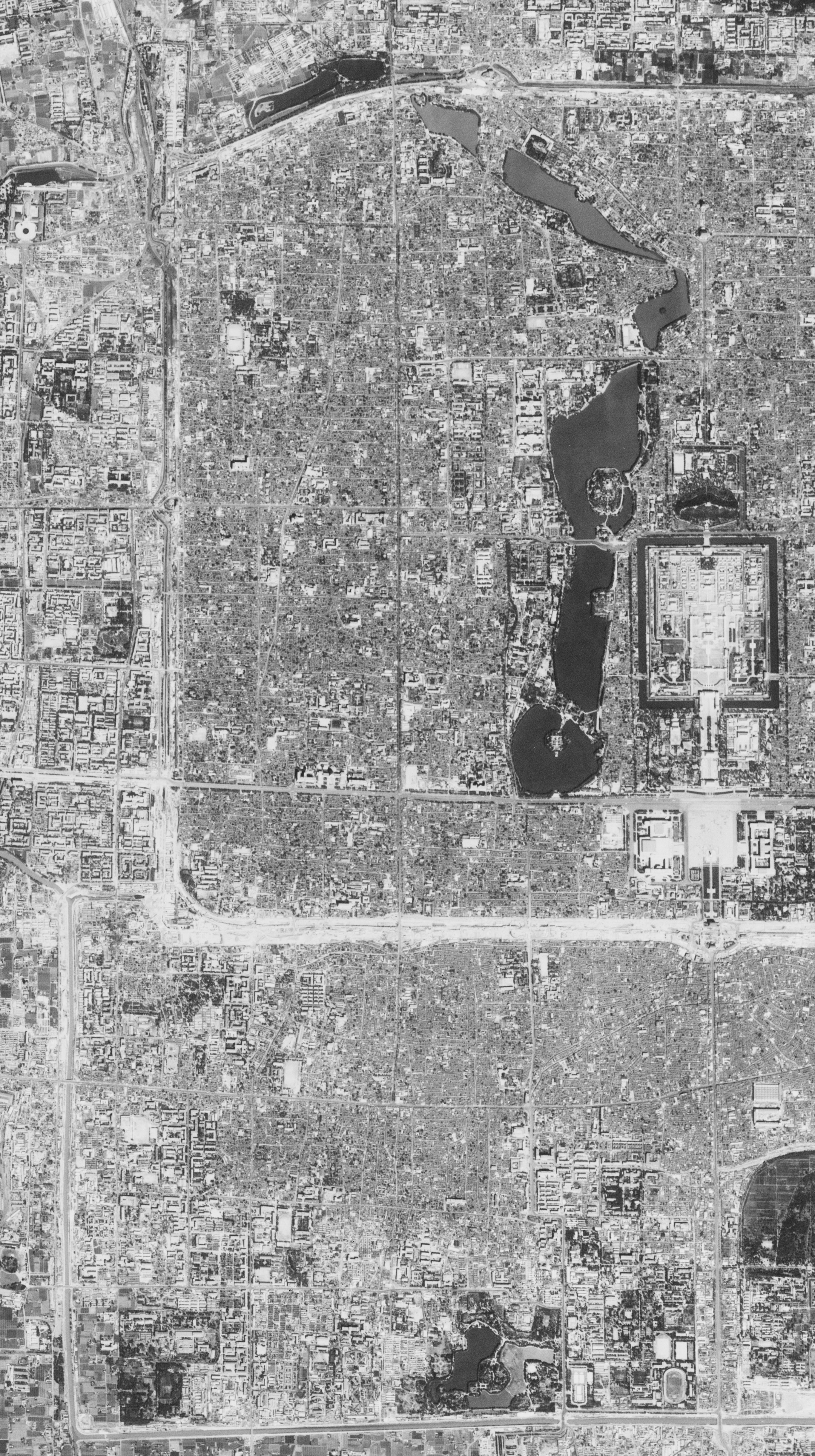
Imagem de satélite do distrito de Xicheng. (20/09/1967)

## Divisões administrativas
Existem 15 subdistritos no distrito:
| Nome                                 | Chinês ( S ) | Hanyu Pinyin          | População (2010) | Área (km 2 ) |
| ------------------------------------ | ------------ | --------------------- | ---------------- | ------------ |
| Jinrong Street Subdistrict           | 金融街街道   | Jīnróngjiē Jiēdào     | 67.888           | 3,78         |
| Subdistrito da Avenida West Chang'an | 西长安街街道 | Xīcháng'ānjiē Jiēdào  | 51.477           | 4,24         |
| Subdistrito de Xinjiekou             | 新街口街道   | Xīnjiēkǒu Jiēdào      | 95.497           | 3,70         |
| Subdistrito Yuetan                   | 月坛街道     | Yuètán Jiēdào         | 116.543          | 4,13         |
| Zhanlan Road Subdistrict             | 展览路街道   | Zhǎnlǎnlù Jiēdào      | 130.925          | 5,87         |
| Subdistrito de Desheng               | 德胜街道     | Déshèng Jiēdào        | 116.768          | 4,14         |
| Subdistrito de Shichahai             | 什刹海街道   | Shénshāhǎi Jiēdào     | 95.433           | 5,80         |
| Subdistrito de Dashilan              | 大栅栏街道   | Dàshilànr Jiēdào      | 36.997           | 1,27         |
| Subdistrito de Tianqiao              | 天桥街道     | Tiānqiáo Jiēdào       | 46.385           | 2.07         |
| Subdistrito de Chunshu               | 椿树街道     | Chūn shù Jiēdào       | 30.547           | 1.08         |
| Subdistrito de Taoranting            | 陶然亭街道   | Táorán tíng Jiēdào    | 43.455           | 2,14         |
| Subdistrito de Guang'anmennei        | 广安门内街道 | Guǎng'ānménnèi Jiēdào | 73.692           | 2,43         |
| Subdistrito de Niujie                | 牛街街道     | Niújiē Jiēdào         | 51.877           | 1,44         |
| Subdistrito de Baizhifang            | 白纸坊街道   | Báizhǐfāng Jiēdào     | 95.737           | 3,11         |
| Subdistrito de Guang'anmenwai        | 广安门外街道 | Guǎng'ānménwài Jiēdào | 179.536          | 5,49         |

## Economia
A COSCO está sediada no edifício Ocean Plaza em Xicheng. A agência de notícias Xinhua tem sua sede no Dacheng Plaza (大成 大厦Dàchéng Dàshà ) em Xicheng.
Além disso, o Bank of China, China Construction Bank, a State Grid Corporation of China e a Taikang Life Insurance também têm suas sedes em Xicheng.

### Governo
O Ministério da Educação da China está sediado em Xidan, distrito de Xicheng.
A Academia Chinesa de Ciências está sediada no distrito de Xicheng.
A China Food and Drug Administration está sediada no distrito de Xicheng.
O Escritório do Governo da HKSAR em Pequim fica no distrito de Xicheng.

## Áreas importantes no distrito de Xicheng
- Cidade imperial
- Beijing Financial Street
- Zhongnanhai
- Parque Beihai
- Jingshan Park
- Shichahai
- Torre do Tambor e Torre do Sino
- Residência do Príncipe Gong (Gongwang Fu)
- Xinjiekou
- Xidan
- Xisi
- Qianmen
- Dashilar
- Liulichang (um antigo mercado de antiguidades desde a Dinastia Qing)
- Zoológico de Pequim
- Templo Fayuan
- Huguang Guild Hall
- Templo Miaoying
- Mesquita Niujie

## Transporte

### Metro
Xicheng é servida por sete linhas de metropolitano do Metropolitano de Beijing:
- Linha 1 - Muxidi, Nanlishilu, Fuxing Men 2 , Xidan 4 , Tian'anmen West
- Linha 2 - Guloudajie 8 , Jishuitan, Xizhimen 4  14 , Chegongzhuang 6 , Fuchengmen, Fuxing Men 1 , Changchunjie, Xuanwu Men 4 , Hepingmen
- Linha 4 - Xizhimen 2  13 , Xinjie Kou, Ping'anli 6 , Xisi, Lingjing Hutong, Xidan 1 , Xuanwu Men 2 , Caishikou 7 , Taoranting
- Linha 6 - Chegongzhuang West, Chegongzhuang 2 , Ping'anli 4 , Beihai North
- Linha 7 - Wanzi, Daguanying, Guang'anmennei, Caishikou 4 , Hufangqiao
- Linha 8 - Anhua Qiao, Guloudajie 2 , Shichahai, Zhushi Kou 7 , Tianqiao
- Linha 13 - Xizhimen 2  4

### Ferrovia Suburbana
Xicheng é servida por uma linha de transporte regional, operada pela Beijing Suburban Railway (BCR).
- Linha Huairou-Miyun - estação ferroviária Pequim Norte

## Educação

### Escolas primárias e secundárias
A escola secundária afiliada à Beijing Normal University fica em Xicheng; estava localizado no distrito de Xuanwu antes de Xicheng absorver Xuanwu.  A Beijing No.4 High School também fica no distrito de Xicheng.
Uma escola em Niujie, a Beijing Xuanwu Huimin Elementary School (S: 北京市 宣武 回民 小学, P: Běijīng Shì Xuānwǔ Huímín Xiǎoxué ), atende ao povo Hui que vive na área. Costumava ser no distrito de Xuanwu .
A Comissão Municipal de Educação de Pequim (chinês tradicional: 北京市教育委員會, chinês simplificado: 北京市教育委员会, pinyin: Běijīng Shì Jiàoyùwěiyuánhuì), a autoridade educacional local, costumava ser sediada no distrito de Xicheng.

### Escolas pós-secundárias
A Universidade de Segurança Pública do Povo da China fica em Xicheng.

O Conservatório Central de Música está sediado em Xicheng, perto das estações Fuxingmen e Changchunjie.